# Theodor Hermann August Lubrecht
Theodor Hermann August Lubrecht (* 2. Juli 1846 in Hollenstedt; † 18. März 1919 in Dungelbeck) war ein deutscher lutherischer Geistlicher und Politiker.

## Leben
Lubrecht war ein Sohn des Pastors August Lubrecht. Er besuchte Schulen in Celle, Wolfsburg und schließlich in Hildesheim, wo er 1866 am Gymnasium Andreanum die Reifeprüfung ablegte. Anschließend studierte er an der Georg-August-Universität Göttingen Theologie. 1870 war er in Schleswig als Hauslehrer beschäftigt und legte das erste, 1872 das zweite theologische Examen ab. Nach der Verwendung als Hilfspfarrer in Jeinsen und Hildesheim wurde er im März 1873 ordiniert. Von 1874 bis 1899 war er Pastor in Garmissen, ab 1899 Pastor in Dungelbeck. Dort starb er 1919. Die Grabstätte auf dem Dungelbecker Friedhof ist noch erhalten.

## Politische Tätigkeit
Von 1885 bis 1893 war Lubrecht für den Wahlkreis Hildesheim-Peine Mitglied des Preußischen Abgeordnetenhauses.